# Herb gminy Sokoły
Herb gminy Sokoły – jeden z symboli gminy Sokoły, ustanowiony 4 marca 2003.

## Wygląd i symbolika
Herb przedstawia na tarczy w polu błękitnym postać srebrnego sokoła ze złotymi dzwonkami i pazurami, stojącego na złotej koronie i szykującym się do lotu. Jest to nawiązanie do nazwy gminy i jej historii. 